# Moshe Abutbul (homme politique)
Pour les articles homonymes, voir Moshe Abutbul et Abutbul.
Moshe Abutbul (né le 14 juillet 1965) est un homme politique israélien. Il est vice-ministre du ministère israélien de l'Agriculture et du Développement rural et est élu à la Knesset depuis 2019. De 2008 à 2018, il est maire de Bet Shemesh.

## Biographie
Né à Beer-Sheva, il grandit dans une famille traditionnelle et étudie dans une école laïque. De 9 à 14 ans, il vit à l'orphelinat Zion Blumenthal, puis étudie à la succursale de la Yeshiva Itri à Bet Shemesh. Il effectue son service militaire comme chauffeur dans une unité de pisteurs et dans le rabbinat militaire. Lorsqu'il épouse Esther en 1986, il s'installe à Beit Shemesh. Le couple a huit enfants.
Abutbul est un animateur sur Radio 10, une station de radio pirate ultra-orthodoxe, et joue dans plusieurs films destinés au public ultra-orthodoxe. Au fil des années, il s'oriente vers une activité dans le secteur public et, entre 1993 et 2018, il est membre du conseil municipal de Beit Shemesh, responsable de la division d'ingénierie et de construction de la municipalité, adjoint, puis maire, pour le Shas.
Il est élu maire en novembre 2008, avec 45,74 % des voix des électeurs.
En 2013, Abutbul se représente à la mairie, face à Eli Cohen, candidat du parti Foyer juif soutenu par les partis du « bloc sioniste ». Abutbul est élu pour un second mandat, avec 51% des voix. La campagne électorale s'accompagne de tensions entre ultra-orthodoxes et laïcs, et en raison d'une suspicion de falsification révélée par des membres de la faction ultra-orthodoxe du « pouvoir », des manifestations ont lieu contre la victoire d'Abutbul.
Finalement, le tribunal ordonne de nouvelles élections. Elles ont lieu le 11 mars 2014 et Abutbul est réélu avec une marge encore plus large (52 %).
Lors des élections locales de 2018, Abutbul se présente pour un troisième mandat et perd, par un écart de 533 voix, face à Aliza Bloch,.
Après sa défaite, il annonce sa retraite de la vie publique. Cependant, Abutbul est placé neuvième sur la liste du Shas pour la 21e Knesset, mais, comme le Shas n'a pas obtenu 9 sièges, il n'est pas élu. Il est à la même place lors des élections à la 22e Knesset, et est élu, le Shas ayant obtenu 9 sièges aux élections,. Abutbul siège dans divers comités au cours de son mandat à la Knesset, présidant notamment le « Lobby pour la préservation du sabbat », regroupant plus de 30 membres de la Knesset.